# Медоев, Алан Георгиевич
 Ала́н Гео́ргиевич Медо́ев (16 апреля 1934 года, Ленинград, СССР,— 1980 год, Алма-Ата, Казахская ССР, СССР) — советский казахстанский учёный, археолог, геолог и историк.

## Биография
Родился 16 апреля 1934 года в Ленинграде в семье выпускника Горного института Георгия Цараевича Медоева и студентки Института востоковедения Зарифы Васильевны Хетагуровой. Вскоре семья переехала в Казахстан, где отец Алана Медоева Георгий Цараевич Медоев начал работать в 1927 году коллектором, а закончил трудовую деятельность профессором, членом-корреспондентом АН КазССР.
Алан Георгиевич Медоев в 1952 году окончил среднюю школу № 33 в Алма-Ате. Был спортсменом-перворазрядником, в 1953 году стал чемпионом Казахской ССР по фехтованию на саблях. Учился несколько лет (с 1952 по 1956 годы) в Казахском горно-металлургическем (политехническом) институте на геолого-разведочном факультете, но получил серьезную травму на тренировке и оставил учебу. С 1956 по 1959 год изучал филологию в Казахском государственном университете (КазГУ) на факультете русского языка а литературы.
В 1960—1962 годах работал старшим лаборантом в Институте истории, археологии и этнографии Академии Наук Казахской ССР ИИАЭ АН КазССР, а в 1962—1965 годах обучался в очной аспирантуре (под руководством Кималя Акишевича Акишева). Подготовил диссертацию «Каменный век Северного Прибалхашья», планировал защитить ее в Институте археологии АН СССР (ЛОИА), но по формальным причинам диссертация не была принята к защите.
С 1965 года занимался научной деятельностью в качестве сотрудника Института геологических наук им. К. И. Сатпаева АН КазССР.
С 1960 года А. Г. Медоев руководил археологическими экспедициями, открыл и исследовал сотни палеолитических памятников. Обширная серия неолитических стоянок была открыта А. Г. Медоевым в
Каркаралинской степи и в степи Северного Прибалхашья. Неолитические стоянки, открытые
А. Г. Медоевым, расположены значительными группами вокруг главного Каркаралинского хребта, в долинах pек Жарлы, Казангап, Тундук, Кусак, Каршыгалы, Эспе, Токраун, в районе правобережья
руля Аягуз и вокруг Чингисского хребта. На этом пространстве выявлено около 200 неолитических стоянок, собрана большая коллекция кремневых изделий, которые хранятся в Музее палеолита Казахстана при Казахском Национальном университете им. аль-Фараби.
В 1960 году Аланом Медоевым открыто несколько десятков стоянок в водоразделе Токраун
и Аягуз, где пролегали маршруты от рудника Саяк до Чингисского хребта и от правобережья реки Аягуз до Чубартауского района Семипалатинской области. В горах Музбель, Кызылтас, Алтынказык, у родника Каскабулак, Когульдур, Акирек было изучено около 25 стоянок.
Значительное количество неолитических стоянок открыто и исследовано А. Г. Медоевым и геологом
С. В. Лопатиным в Северо-Западном Прибалхашье, в долинах pек Моинты, Науалы, Жалаулы, озера Кокдомбак и на водоразделе Моинты-Сарысу в Карагандинской области..
В 1961 году в процессе полевых работ Северо-Балхашской экспедиции Института геологических наук им. К. И. Сатпаева АН КазССР Алан Медоев открыл и описал стоянки-мастерские гор Семизбугу. Работы на этих стоянках проводились в 1961 и 1962 годах.
А. Г. Медоев также открыл и исследовал палеолитические памятники Шахбагата и Кумакапе в Западном Казахстане. Свое внимание ученый сосредоточил и на изучение первобытного искусства (петроглифов, скульптуры), проблемы кочевых цивилизаций а также казахского изобразительного искусства и архитектуры.
Результаты археологических исследований автора в Сары-Арке a на Мангышлаке были обобщены в монографии «Гравюры на скалах».
С 1971 года Алан Медоев в сотрудничестве с Алмасом Ордабаевым начал создавать свод памятников Арало-Каспийского региона. В Государственном музее искусств Республики Казахстан имени Абылхана Кастеева Алан Медоев в сотрудничестве с Алмасом Ордабаевым создал зал древнего искусства Казахстана. После смерти Алана Медоева зал был расформирован.
По инициативе Медоева в 1980 году был создан музей-заповедник «Памятники материальной культуры Мангыстау и Устюрта», который находится в городе Актау.
Большое внимание А. Г. Медоев уделял популяризации новых исторических и археологических открытий, охране памятников архитектуры и культуры. Опубликовал более 20 статей в журналах и газетах, посвященных памятникам археологии, архитектуры и искусства Казахстана.
Умер в 1980 году в возрасте 46-ти лет в Алма-Ате.
16 апреля 2004 в день празднования 70-летия со дня рождения Алана Георгиевича Медоева в Институте геологических наук им. К. И. Сатпаева была официально учреждена лаборатория геоархеологии.